# Seongsan-myeon, Gangneung
Seongsan-myeon (koreanska: 성산면) är en socken  i den nordöstra delen av Sydkorea, 160 km öster om huvudstaden Seoul. Den ligger i kommunen Gangneung i provinsen Gangwon.